# Franz-von-Assisi-Kirche (Subačius)

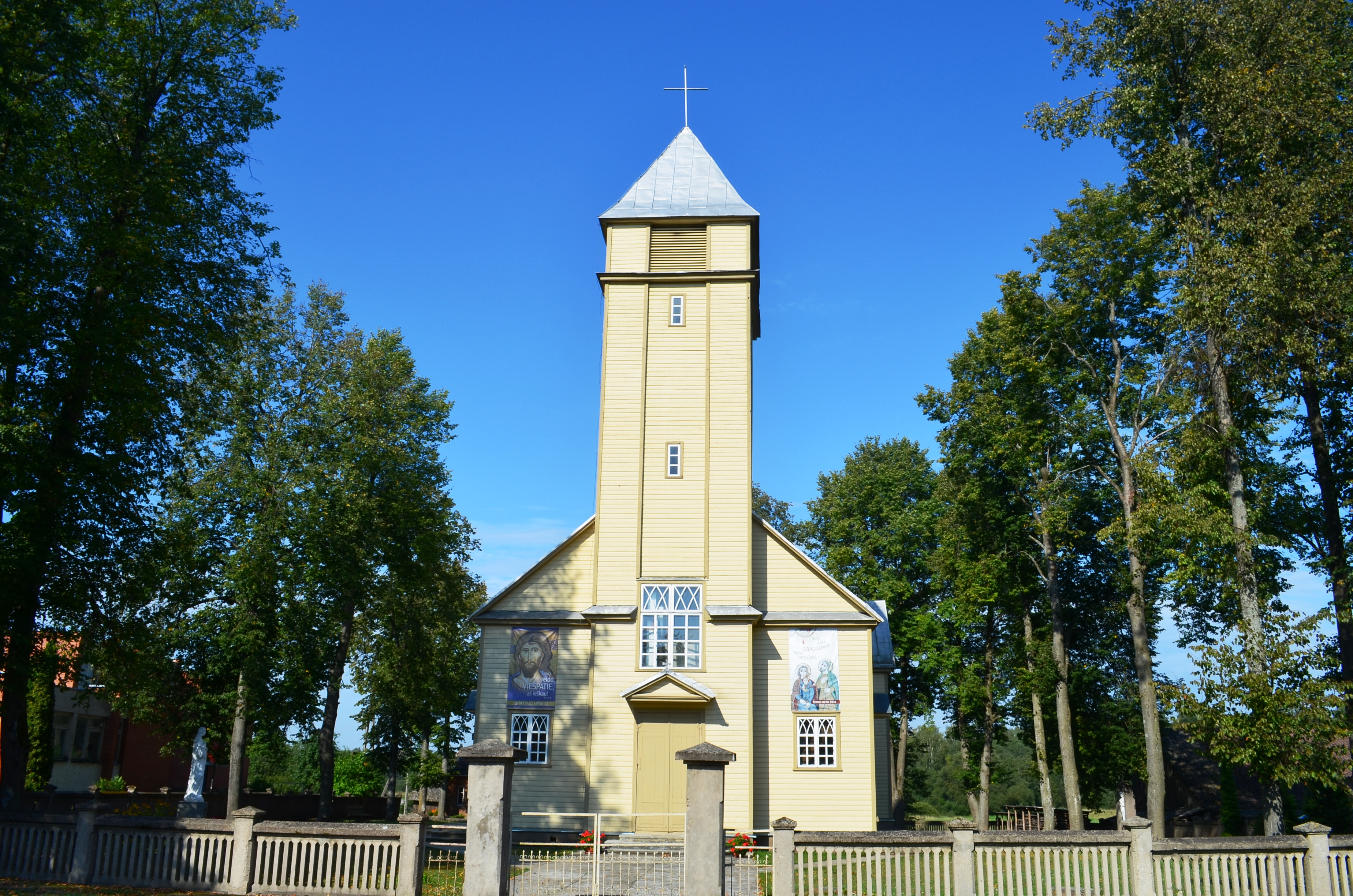
Westansicht

Die Franziskuskirche Subačius (litauisch Subačiaus Šv. Pranciškaus Asyžiečio bažnyčia) ist eine katholische Kirche in Subačius, Litauen. Sie steht ein Kilometer nördlich vom Bahnhof an der Viešinta und ihrem rechten Nebenfluss Kumponas. Der im Stil der Romantik errichtete Bau ist 24 Meter lang. 1940 wurde die Kirche geweiht. 
1941 wurde eine Pfarrgemeinde daneben gegründet.